# L'Extraterrestre (film, 2000)
Pour les articles homonymes, voir L'Extraterrestre.
Pour plus de détails, voir Fiche technique et Distribution.
L'Extraterrestre est un film français réalisé par Didier Bourdon, sorti en salles en 2000.

## Synopsis
Zerf, un soldat extraterrestre à forme humaine originaire de la planète Kryptalon, a été envoyé en reconnaissance sur la Terre, mais y a échoué à la suite d'une fausse manœuvre du robot pilotant son vaisseau spatial. Deux androïdes de Praton, une planète avec laquelle Kryptalon est en guerre depuis 130 ans, sont à sa poursuite dans le but de le tuer.
Agathe, une jeune femme, vient de se séparer de son amant en apprenant qu’il avait eu un bébé avec sa femme. Elle accepte également à contrecœur de garder Clément, le fils de son ancien mari, alors qu’elle se rend dans la maison de sa mère pour passer quelques jours de vacances. Agathe prend Zerf en auto-stop et lorsqu’il lui explique d’où il vient, elle est incrédule, le prenant plutôt pour un sans-abri. Zerf méprise la Terre, largement en retard, tant technologiquement que socialement, par rapport au reste de la galaxie.
Pendant ce temps, les militaires français et américains, ayant détecté la présence de vaisseaux spatiaux, quadrillent le territoire, bien déterminés à mettre la main sur des extraterrestres.
Dotés d’une force surhumaine et totalement insensibles à la douleur, les deux androïdes sèment la terreur sur leur passage, même si Zerf parvient à chaque fois à leur échapper. Ayant été blessé lors d’un impact avec une voiture, l’un des deux androïdes, Yeb, est déprogrammé et se range aux côtés de Zerf dans le but de le protéger plutôt que de l’anéantir.
Lorsqu’Agathe arrive chez sa mère, Clément lui fait croire que Zerf est un réfugié bosniaque mais aussi le nouveau fiancé d’Agathe, et que Yeb est son frère. La famille d’Agathe accueille ces nouveaux personnages avec plaisir et Agathe et Clément rivaliseront d’imagination pour camoufler certains comportements étranges des deux extraterrestres sous de faux prétextes.
Zerf apprend à Agathe que, sur sa planète gouvernée par des femmes, seuls des reproducteurs choisis par le haut commandement (constitué de femmes) peuvent avoir des rapports sexuels. Sachant qu’Agathe est seule et triste de ne pas encore avoir pu avoir d’enfant, il lui propose de lui permettre d'en avoir un, ce qu’elle refuse. Elle l’aide par contre à rechercher les minéraux rares dont il a besoin pour réparer son appareil de communication « XR9 » et appeler d’autres Kryptaliens à son secours. Peu à peu, Zerf commence à avoir des sentiments pour Agathe.
Lors d’un bal organisé dans le village, Xab, le deuxième androïde surgit. Malgré l’arrivée immédiate de l’armée qui lui tire abondamment dessus, Xab s’enfuit en prenant Clément en otage. Alors qu'ils réfléchissent à un plan dans une cachette pour délivrer Clément, Agathe avoue enfin ses sentiments réciproques pour Zerf en l'embrassant.
Xab retrouvera Zerf pour la confrontation finale sur une voie ferrée. Alors que Xab s’apprête à exécuter Zerf enfin à sa merci, il est écrasé par un train.
Débarrassé de la menace des Pratoniens, Zerf décide de rester sur Terre, auprès d’Agathe, qui l’initiera aux choses de l’amour.

## Fiche technique
- Titre : L'Extraterrestre
- Réalisation : Didier Bourdon
- Scénario : Didier Bourdon et Valentine Albin
- Directeur de la photographie : Manuel Teran
- Musique : Laurent Bertaud, Jean-Charles Laurent et Jean-Christophe Prudhomme
- Montage : Roland Baubeau
- Effets spéciaux numérique : Médialab ( Paris )
- Sociétés de production : Ajoz Films, ABS Productions, DB Productions, TF1 Films Production
- Pays de production :  France
- Langue originale : Français
- Format : couleur - 1.85:1 - 35 mm - Dolby Digital DTS
- Genre : comédie
- Durée : 93 minutes
- Date de sortie : 2 février 2000
- DVD 8 octobre 2000 chez Pathé + Toujours inédit en BLU-RAY

## Distribution
- Didier Bourdon : Zerf, extraterrestre originaire de Kryptalon
- Bernard Campan : Yeb, androïde de Praton
- Pascale Arbillot : Agathe, employée au chômage
- Antoine du Merle : Clément, ex-beau-fils d'Agathe
- Danièle Lebrun : Edith, la mère d'Agathe
- Olivier Rabourdin : Xab, androïde de Praton
- Henri Courseaux : le colonel
- Stuart Seide : le général Saver
- Marina Moncade : Anne-France, la sœur d'Agathe
- Jérôme Chapatte : Jacques, le mari d'Anne-France
- Pierre Attoh : Balthazar, le fils adoptif d'Anne-France et de Jacques
- Frédéric Pellegeay : Philippe, l'ex-mari d'Agathe et père de Clément
- Kait Tenison : Florinda, la nouvelle compagne de Philippe
- Gérard Chaillou : le député-maire
- Joe Sheridan : Michael Duval
- Marie-Christine Demarest : la femme du maire
- Olivier Marchal : Jean-Claude, l'amant d'Agathe
- Nicky Marbot : Benoît, l'auto-stoppeur
- Bonnafet Tarbouriech : le garde-pêche
- Jean-Pierre Tagliaferri : un motard

## Tournage
Le film a été tourné durant l'année 1999 :
- Dans le Cantal à Murat[1] et Alleuze
- Dans le Val-d'Oise à Brignancourt

## Autour du film
- Contrairement aux deux films précédents (Les Trois Frères et Le Pari), Didier Bourdon dirige ici un film dont il n'a pas écrit le scénario. Par ailleurs, il réalise le film seul.
- Au départ, Bernard Campan a un peu hésité à accepter le rôle de l'androïde Yeb, jugeant qu'il n'avait pas le physique adéquat pour le personnage. Mais le fait de travailler avec son camarade des Inconnus et d'avoir peu de répliques à apprendre l'a encouragé à s'engager.
- Didier Bourdon et Bernard Campan retrouvent les acteurs Henri Courseaux et Antoine Du Merle avec qui ils avaient déjà joué dans Les Trois Frères. Henri Courseaux avait cependant déjà côtoyé Didier Bourdon et Bernard Campan dans Le téléphone sonne toujours deux fois (1985) à l'époque où les deux hommes formaient Les Cinq avec Seymour Brussel, Pascal Legitimus et Smaïn.
- La plaque d'immatriculation de la voiture d'Agathe est « 1999 ET 78 », « ET » pour extra-terrestre et le film a été réalisé en 1999.
- La graphie du titre au générique de début est L'Extra Terrestre.
- Dans la scène finale du film, le train qui écrase Xab est le X 2403 de l'association Gentiane express. Cette scène a été tournée sur le viaduc de Barajol dans le Cantal[réf. nécessaire].